# Lapeyrouse-Mornay
Lapeyrouse-Mornay är en kommun i departementet Drôme i regionen Auvergne-Rhône-Alpes i sydöstra Frankrike. Kommunen ligger i kantonen Le Grand-Serre som tillhör arrondissementet Valence. År 2022 hade Lapeyrouse-Mornay 1 188 invånare.

## Befolkningsutveckling
Antalet invånare i kommunen Lapeyrouse-Mornay
Referens:INSEE